# Alun Cairns

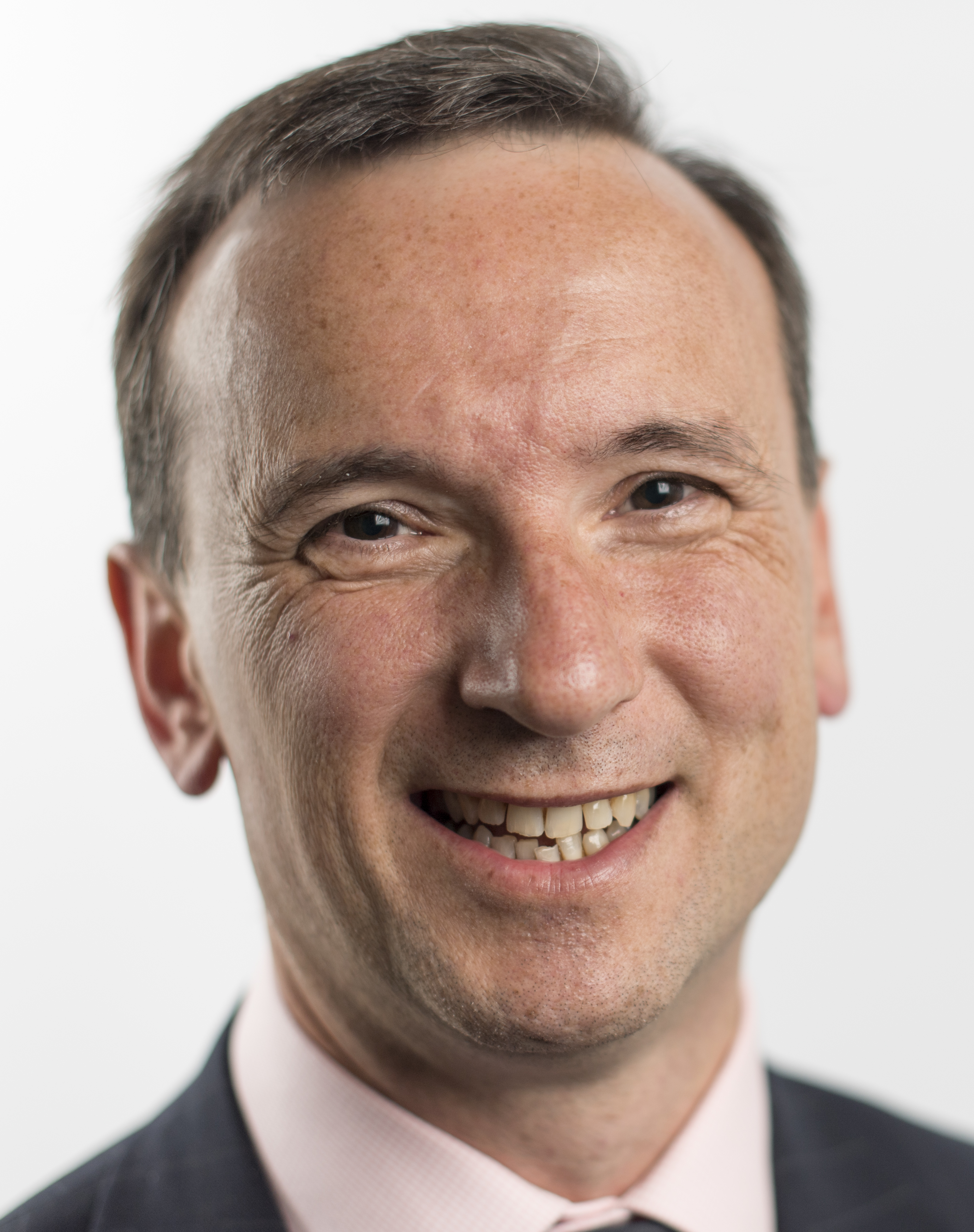
Alun Cairns

Alun Hugh Cairns, PC (* 30. Juli 1970 in Swansea, Wales) ist ein britischer Politiker der Conservative Party, der von 2010 bis 2019 Mitglied des Unterhauses (House of Commons) und von 2016 bis 2019 Minister für Wales war. Am 6. November 2019 trat er als Minister zurück.

## Leben

### Mitglied der Nationalversammlung von Wales und Unterhausabgeordneter
Alun Hugh Cairns, dessen Vater Schweißer bei British Steel war, wuchs in Clydach bei Swansea auf und besuchte die Integrierte Gesamtschule Ysgol Gymraeg Ystalyfera Bro Dur in West Glamorgan. Er absolvierte ein Studium im Fach Management an der University of Wales, Newport, das er mit einem Master of Business Administration (MBA) beendete, und nahm daraufhin eine Tätigkeit bei der Lloyds Banking Group auf. Bei der Unterhauswahl vom 1. Mai 1997 bewarb er sich für die konservativen Tories im Wahlkreis Gower für einen Sitz im Unterhaus, verlor jedoch mit 10.306 Stimmen (23,8 Prozent) deutlich gegen den Bewerber der Labour Party Martin Caton, der mit 23.313 Stimmen (53,8 Prozent) die absolute Mehrheit erhielt. Am 7. Mai 1999 wurde er für die Welsh Conservative Party (Ceidwadwyr Cymreig) erstmals zum Mitglied der Nationalversammlung von Wales (Cynulliad Cenedlaethol Cymru) gewählt und vertrat in dieser bis zum 31. März 2011 die Region South Wales West. Bei der Unterhauswahl vom 5. Mai 2005 bewarb er sich im Wahlkreis Vale of Glamorgan für ein Mandat im Unterhaus, unterlag mit 17.673 Stimmen (37,3 Prozent) jedoch dem Wahlkreisinhaber von der Labour Party, John William Patrick Smith, auf den 19.481 Stimmen (41,2 Prozent) entfielen.
Bei der darauf folgenden Unterhauswahl vom 6. Mai 2010 wurde Cairns im Wahlkreis Vale of Glamorgan zum ersten Mal zum Mitglied des Unterhauses (House of Commons) gewählt. Bei seiner ersten Wahl konnte er sich mit 20.341 Stimmen (41,8 Prozent) gegen seine nunmehrige Mitbewerberin Alana E. Davies von der Labour Party durchsetzen, auf die 16.034 Stimmen (32,9 Prozent) entfielen. Zu Beginn seiner Parlamentszugehörigkeit war er zwischen dem 12. Juli 2010 und dem 27. Juni 2011 zunächst Mitglied des Unterhausausschusses für Wales (Welsh Affairs Committee) und danach vom 9. Mai 2011 bis zum 12. Mai 2014 Mitglied des Unterhausausschusses für öffentliche Verwaltung (Public Administration Committee). Daraufhin übernahm er erstmals Regierungsposten und war zwischen dem 15. Juli 2014 und dem 19. März 2016 sowohl Parlamentarischer Unterstaatssekretär im Ministerium für Wales (Parliamentary Under-Secretary of State for Wales) als auch als Lord of the Treasury Parlamentarischer Geschäftsführer (Government Whip) der regierenden Tory-Fraktion. Bei der Unterhauswahl vom 7. Mai 2015 wurde er in seinem Wahlkreis Vale of Glamorgan wiedergewählt, wobei er sich mit 23.607 Stimmen (46 Prozent) gegen den Labour-Kandidaten Chris Elmore durchsetzte, der 16.727 Stimmen (32,6 Prozent) bekam.

### Minister für Wales

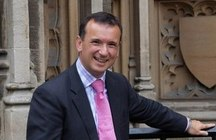
Alun Cairns (2014)

Im Zuge einer Regierungsumbildung wurde Alun Cairns am 19. März 2016 zum Minister für Wales (Secretary of State for  Wales) in das Kabinett Cameron II und damit zum Nachfolger von Stephen Crabb berufen, der wiederum Minister für Arbeit und Renten (Secretary of State for Work & Pensions) wurde. Am 22. März 2016 wurde er auch Mitglied des Geheimen Kronrates (Privy Council). Das Amt des Ministers für Wales übernahm er auch in dem am 13. Juli 2016 gebildeten Kabinett May I. Bei der Unterhauswahl vom 8. Juni 2017 wurde er für die Conservative Party im Wahlkreis Vale of Glamorgan abermals zum Mitglied des House of Commons gewählt und erhielt dieses Mal 25.501 Stimmen (47,5 Prozent), während seine Herausforderin von der Labour-Party Camilla Beaven 23.311 Stimmen (43,4 Prozent) bekam. In dem daraufhin am 11. Juni 2017 gebildeten Kabinett May II wurde er erneut Minister für Wales. Auch im seit 24. Juli 2019 amtierenden Kabinett Boris Johnson hat Cairns das Amt inne. Er hatte Johnsons Wahl unterstützt. Cairns ist damit der einzige Minister, der im selben Amt sowohl unter der Regierung Cameron, May als auch Johnson diente.
Aus seiner Ehe mit Emma Cairns ging der Sohn Henri Cairns hervor.